# Termietenspecht
De termietenspecht (Pardipicus nivosus) is een vogel uit het geslacht Pardipicus van de familie spechten (Picidae).

## Verspreiding en leefgebied
Deze soort komt voor in centraal en westelijk Afrika en telt 3 ondersoorten:
- P. n. nivosus: van Gambia en Senegal tot westelijk Congo-Kinshasa en noordelijk Angola.
- P. n. poensis: het eiland Bioko in de Golf van Guinee.
- P. n. herberti: van de zuidelijke Centraal-Afrikaanse Republiek tot westelijk Kenia, zuidelijk tot het zuidelijke deel van Centraal-en oostelijk Congo-Kinshasa.